# Cockney Rejects
Cockney Rejects је британска панк рок музичка група која је основана 1978. године у Лондону. Својом песмом Oi, Oi, Oi из 1980. инспирисали су назив за музички жанр Oi!. Чланови групе су навијачи Вест Хем јунајтеда, а одали су почаст клубу својом обрадом песме I'm Forever Blowing Bubbles, која је химна овог клуба.

## Дискографија
Студијски албуми
- (1980)
- (1980)
- (1981)
- (1982)
- (1984)
- (1990)
- (2002)
- (2007)
- (2012)
- (2022)